# Chris Vandael
Christianus Vandael dit Chris ou Jean Bosco Vandael S.C.I., né à Overpelt en 1929 et mort assassiné à Wamba (Congo), le 26 novembre 1964, est un missionnaire belge de la Congrégation sacerdotale du Sacré-Cœur de Jésus martyr à Wamba, au Congo.
Il prend comme nom de religion Jean Bosco et est envoyé travailler à la mission de Wamba à l'est du Congo belge. Le Congo prend son indépendance en 1960. Après l'assassinat de Patrice Lumumba en 1961, le pays s'enfonce dans la guerre civile. La rébellion Simba, d'inspiration marxiste, éclate en 1964 à l'est du pays. 
Chris Vandael est assassiné à Wamba avec vingt-sept confrères le 26 novembre 1964 par des rebelles Simbas à tirs de mitraillette. Les faits ne sont connus dans la presse internationale que des semaines plus tard.
Dans sa commune natale d'Overpelt, une rue porte son nom: « Pater Vandaelstraat ». Une aire de jeux a été aménagée le long de cette rue où se trouve un petit monument commémoratif.